# Joachim-Pierre Buléon
Joachim-Pierre Buléon (1862-1900) – également connu sous le nom de Mgr Buléon – est un évêque français, membre de la Congrégation du Saint-Esprit,  vicaire apostolique de Sénégambie (actuel Sénégal), et préfet apostolique du Sénégal de 1899 à 1900.

## Biographie
Il est né le 6 mars 1862 à Plumergat dans le Morbihan.
Il est consacré évêque titulaire de Chariopolis (de) le 28 octobre 1899 par Amédée Latieule avec comme co-consécrateurs Alexandre Le Roy et Pierre-Émile Rouard. Il meurt à l'hôpital de Dakar le 13 juin 1900, l'une des premières victimes de l'épidémie de fièvre jaune qui vient de se déclarer dans la colonie.